# Georg Wichtl
Georg Wichtl (Trotsberg, 2 de febrer de 1805 - Bunzlau, 3 de juny de 1877) fou un violinista i compositor alemany.
Als divuit anys, després d'haver fet alguns estudis de música, es traslladà a Múnic per ampliar-los, assolint més tard una plaça en l'orquestra del teatre Isarthor. El 1828 ingressà, com a primer violí, en la capella de la cort del príncep Hohenzollern-Hechingen, a Löwenberg, i el 1852 fou nomenat segon director d'aquesta, retirant-se el 1853.
A més de gran nombre de peces per a violí, destinades a l'ensenyança, va escriure:
- una missa,
un quartet per a instruments d'arc,
fragments de concert,
cants per a una o més veus,
Simfonies,
Obertures,
Almaïda, òpera.
Die Auferstehung und Himmelfahrt Jesu, oratori (1840).